# Loch Grimshader
Loch Grimshader, schottisch-gälisch: Loch Griomsiadair, auch Loch Grimsiadar, ist eine Meeresbucht an der Ostküste der schottischen Hebrideninsel Lewis and Harris. Als Teil von Lewis gehörte sie historisch zur traditionellen Grafschaft Ross-shire beziehungsweise später zur Verwaltungsgrafschaft Ross and Cromarty.

## Geographie
Loch Grimshader tritt an der Ostküste in westlicher Richtung etwa 3,7 Kilometer in die Landmasse von Lewis, dem Nordteil der Doppelinsel Lewis and Harris, ein. Die Einfahrt in den Loch aus dem Sund The Minch ist etwa 820 Meter weit. Der sich in westlicher Richtung ausdehnende Loch verjüngt sich sukzessive bis auf eine Weite von etwa 110 Meter am Hals der Halbinsel Aird Ranish, die ihn vom südlich gelegenen Loch Erisort abtrennt. Etwa 2,5 Kilometern in die Landmasse eingedrungen, bildet der Loch Grimshader eine Bucht aus, während der eigentliche Loch sich nach Nordwesten fortsetzt.

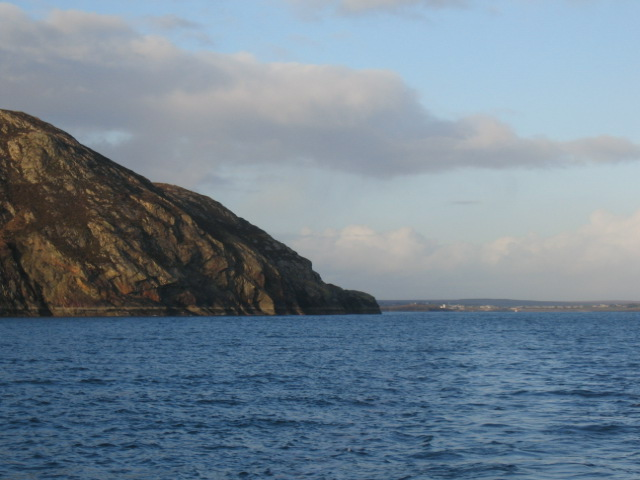
Blick von Aird Ranish über die Einfahrt in den Loch
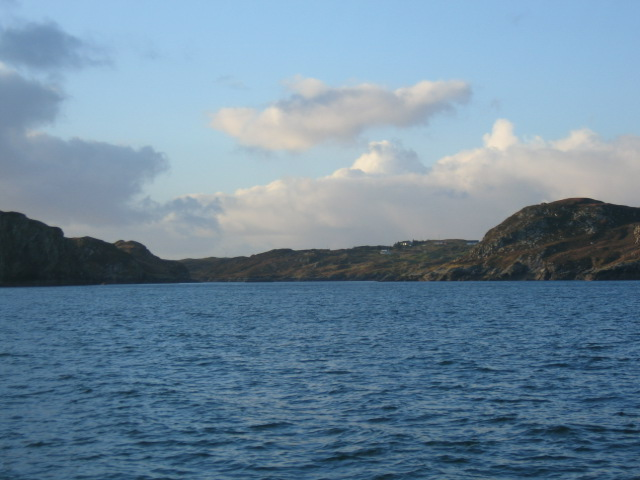
Einfahrt in den Loch
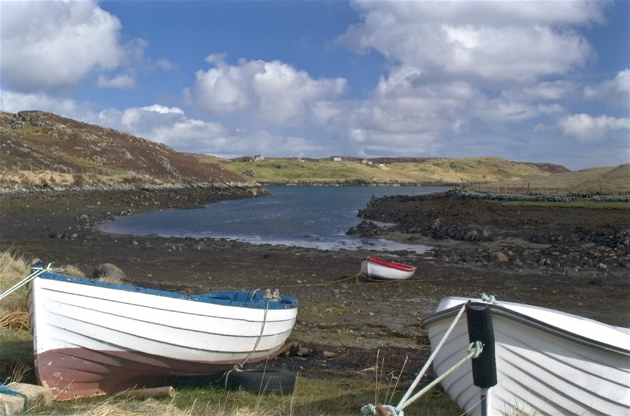
Kopf von Loch Grimshader

In Loch Grimshader befinden sich zwei Inseln, die Gezeiteninsel Buaile Mhòr am Kopf der Bucht und Sgeir a’ Chaolais inmitten des Meeresarms. Beide sind von geringer Fläche und sind unbewohnt. Entlang der Ufer von Loch Grimshader befinden sich zwei ländliche Streusiedlungen, Ranish am Südufer und Grimshader am Kopf der Bucht. Keine der beiden weist eine signifikante Größe auf. Von den zahlreichen kleinen Seen der Gegend fließen kleine Bäche ab, die in den Loch Grimshader münden. Größere Zuflüsse existieren jedoch nicht.

## Umgebung
Entlang beider Küste verlaufen abschnittsweise befestigte Straßen. Sie binden die Siedlungen entlang des Lochs an die A859 an.
Dokumentiert sind zwei gesunkene Schiffe in Loch Grimshader, die 16,5 Meter lange, 1984 gesunkene Sandy Bay sowie die 20 Meter lange Vine, die 1938 vor der Einfahrt in den Loch sank.